# Association Sportive de Monaco Football Club 2003-2004
La pagina raccoglie i dati riguardanti il Monaco nelle competizioni ufficiali della stagione 2003-2004.

## Maglie e sponsor
Vengono confermate le divise introdotte a partire dalla stagione 2003-2004, prodotte dalla Puma e sponsorizzate da Fedcom
| Casa | Trasferta | Terza divisa |

## Rosa
| N. |                         | Ruolo | Calciatore            |
| -- | ----------------------- | ----- | --------------------- |
| 1  | Francia (bandiera)      | P     | Stéphane Porato       |
| 3  | Francia (bandiera)      | D     | Patrice Evra          |
| 4  | Argentina (bandiera)    | D     | Hugo Ibarra           |
| 6  | Rep. Ceca (bandiera)    | C     | Jaroslav Plašil       |
| 7  | Francia (bandiera)      | C     | Lucas Bernardi        |
| 8  | Francia (bandiera)      | C     | Ludovic Giuly         |
| 9  | Croazia (bandiera)      | A     | Dado Pršo             |
| 10 | Spagna (bandiera)       | A     | Fernando Morientes    |
| 12 | Italia (bandiera)       | D     | Joseph Dayo Oshadogan |
| 14 | Francia (bandiera)      | C     | Édouard Cissé         |
| 15 | Grecia (bandiera)       | C     | Akīs Zīkos            |
| 16 | Francia (bandiera)      | P     | André Biancarelli     |
| 18 | RD del Congo (bandiera) | A     | Shabani Nonda         |
| 19 | Francia (bandiera)      | D     | Sébastien Squillaci   |
| 20 | Francia (bandiera)      | D     | Arnaud Lescure        |
| 21 | Francia (bandiera)      | C     | Nicolás Hislen        |
| 22 | Francia (bandiera)      | A     | Laurent Lanteri       |

| N. |                       | Ruolo | Calciatore            |
| -- | --------------------- | ----- | --------------------- |
| 24 | Togo (bandiera)       | A     | Emmanuel Adebayor     |
| 25 | Francia (bandiera)    | C     | Jérôme Rothen         |
| 26 | Senegal (bandiera)    | A     | Souleymane Camara     |
| 27 | Francia (bandiera)    | D     | Julien Rodriguez      |
| 28 | Portogallo (bandiera) | D     | Marco Ramos           |
| 29 | Senegal (bandiera)    | P     | Tony Sylva            |
| 30 | Italia (bandiera)     | P     | Flavio Roma           |
| 31 | Francia (bandiera)    | A     | Sébastien Grax        |
| 32 | Francia (bandiera)    | D     | Gaël Givet            |
| 33 | Francia (bandiera)    | A     | Nicolas Raynier       |
| 34 | Francia (bandiera)    | C     | Jimmy Juan            |
| 35 | Norvegia (bandiera)   | D     | Hassan El Fakiri      |
| 37 | Francia (bandiera)    | C     | Sébastien Carole      |
| 38 | Francia (bandiera)    | C     | Laurent Mohellebi     |
| 39 | Francia (bandiera)    | D     | Jim Ablancourt        |
| 41 | Francia (bandiera)    | C     | Nicolas Maurice-Belay |

## Calciomercato

### Sessione estiva(da luglio a settembre)
| Arrivi | Arrivi                | Arrivi            | Arrivi   |
| R.     | Nome                  | da                | Modalità |
| ------ | --------------------- | ----------------- | -------- |
| P      | Stéphane Porato       | Créteil-Lusitanos |          |
| D      | Joseph Dayo Oshadogan | Cosenza           |          |
| D      | Hugo Ibarra           | Boca Juniors      |          |
| C      | Édouard Cissé         | West Ham Utd      |          |
| C      | Jaroslav Plašil       | Créteil-Lusitanos |          |
| A      | Emmanuel Adebayor     | Metz              |          |
| A      | Fernando Morientes    | Real Madrid       |          |

| Partenze | Partenze                | Partenze            | Partenze |
| R.       | Nome                    | a                   | Modalità |
| -------- | ----------------------- | ------------------- | -------- |
| D        | José-Karl Pierre-Fanfan | Paris Saint-Germain |          |
| D        | Franck Jurietti         | Bordeaux            |          |
| D        | Philippe Léonard        | Nizza               |          |
| C        | Rafael Márquez          | Barcellona          |          |
| C        | Éric Cubiller           | Paris Saint-Germain |          |
| C        | Vladimir Jugović        | Admira Wacker M.    |          |
| C        | Marcelo Gallardo        | River Plate         |          |
| A        | Mazhar Abdelrahman      | Châteauroux         |          |
| A        | Marco Simone            | Nizza               |          |
| A        | Souleymane Camara       | Guingamp            |          |
| A        | Pontus Farnerud         | Strasburgo          |          |

## Statistiche

### Statistiche di squadra
| Competizione          | Punti | Totale | Totale | Totale | Totale | Totale | Totale | D.R. |
| Competizione          | Punti | G      | V      | N      | P      | Gf     | Gs     | D.R. |
| --------------------- | ----- | ------ | ------ | ------ | ------ | ------ | ------ | ---- |
| Ligue 1               | 75    | 38     | 21     | 12     | 5      | 59     | 30     | +29  |
| Coppa di Francia      | -     | 4      | 2      | 1      | 1      | 6      | 2      | -    |
| UEFA Champions League | -     | 11     | 4      | 3      | 4      | 27     | 19     | -    |
| Totale                | -     | 53     | 27     | 16     | 10     | 92     | 51     | -    |